# Даркстеп
Дарксте́п (англ. darkstep) — підстиль драм-енд-бейса.
Жорсткі ударні звуки і «темні», важкі містичні мелодії — саме так можна описати даркстеп. Насиченість драм-секцій при цьому не дуже велика, а ритм зазвичай ламаний і не завжди приємний на слух. Груба жорстка басова лінія і ембієнтні шуми зазвичай доповнюють похмуру музичну картину.
Даркстеп часто називають дарксайдом (darkside), що дуже некоректно, адже «дарксайд» (скорочення від darkside of drum & bass) — це загальна назва «темних» напрямків в драм-енд-бейсі (даркстеп, текстеп, техноїд…), у противагу «світлим» (ліквід-фанк, соулфул, драмфанк, атмосферик / інтелліджент…).

## Історія
Поширення отримав у кінці 1990-х років в Європі и США.

## Виконавці
- Black Sun Empire
- Dylan
- Limewax
- Current Value
- Donny
- SPL
- Forbidden Society
- Panacea
- Audio